# Дембйонек
Дембйонек (пол. Dębionek) — село в Польщі, у гміні Садки Накельського повіту Куявсько-Поморського воєводства.
Населення — 651 особа (2011).
У 1975-1998 роках село належало до Бидгощського воєводства.

## Демографія
Демографічна структура станом на 31 березня 2011 року:
|          | Загалом | Допрацездатний вік | Працездатний вік | Постпрацездатний вік |
| -------- | ------- | ------------------ | ---------------- | -------------------- |
| Чоловіки | 328     | 80                 | 220              | 28                   |
| Жінки    | 323     | 91                 | 172              | 60                   |
| Разом    | 651     | 171                | 392              | 88                   |